# Sociologia Internationalis
Sociologia Internationalis Europäische Zeitschrift für Kulturforschung ist eine in Deutschland erscheinende soziologische Fachzeitschrift mit internationaler Ausrichtung.
Sie erscheint seit 1962 in zwei Ausgaben jährlich im Verlag Duncker & Humblot und wird von Clemens Albrecht, Andreas Göbel, Takemitsu Morikawa, Manfred Prisching und Michel Maffesoli herausgegeben (Stand 2013). In der Fachzeitschrift werden Beiträge auf Deutsch, Englisch, Französisch und Spanisch veröffentlicht, mit Zusammenfassungen auf Englisch. In unregelmäßigen Abständen erscheinen Themenhefte, so der 50. Band 2012 (Heft 1/2) Kunstsoziologie.